# Conflicto ambiental

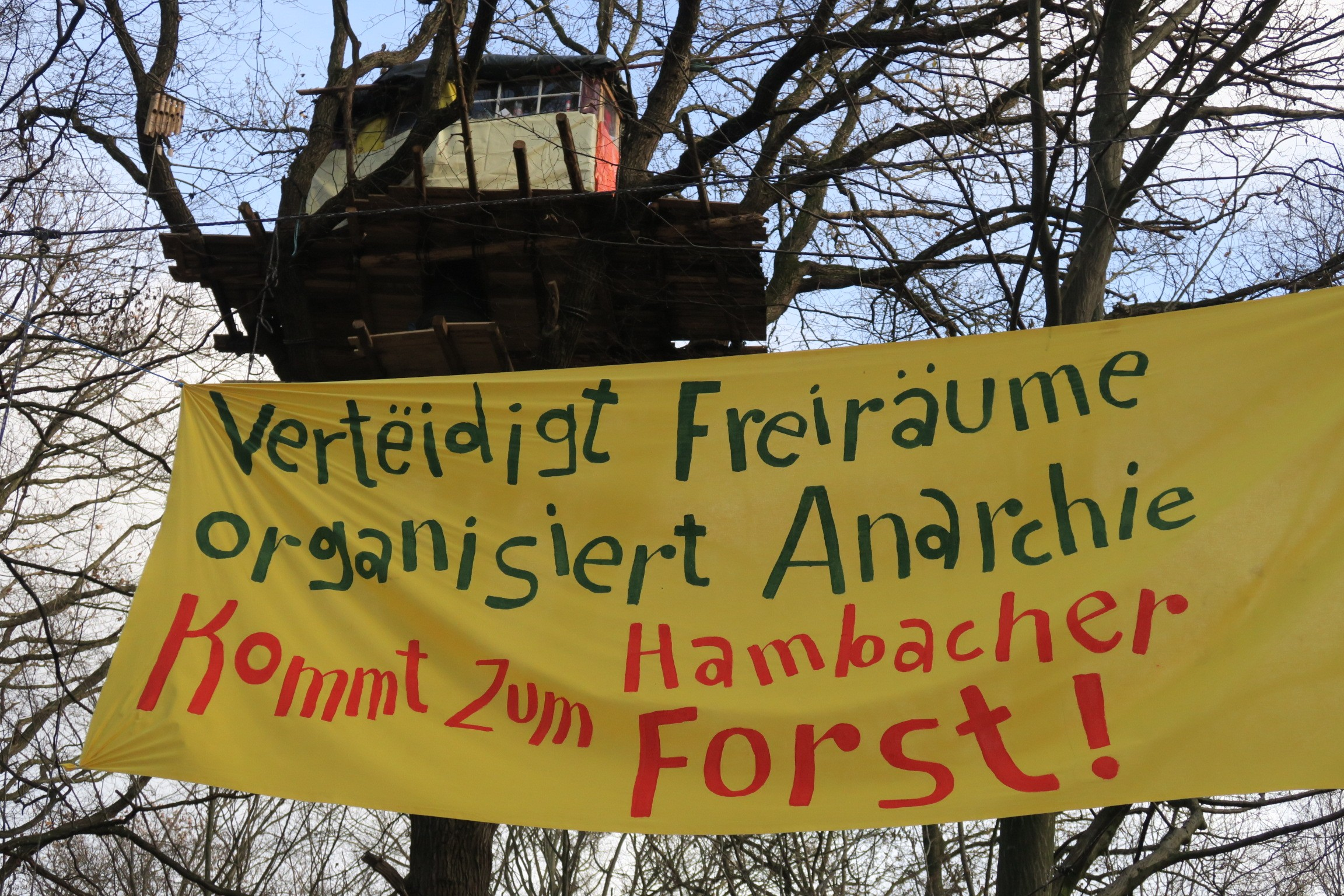
Pancarta reivindicativa en un conflicto ambiental. En el texto: ¡El bosque de Hambach está vivo!

Los conflictos ambientales, conflictos socio-ambientales o conflictos ecológicos-distributivos son un tipo particular de conflicto social. Los conflictos ambientales se producen cuando hay un impacto negativo o daño sobre el medio ambiente y una disputa entre actores alrededor de la gestión del medio ambiente.

## Definiciones
Los conflictos ambientales también se definen como:

el reconocimiento social de problemáticas ambientales causadas por afectaciones a los ecosistemas o al entorno natural no humano, las cuales son percibidas por cada actor de una manera diferente, en función de sus intereses, subjetividades y valores, pudiendo generar tensión social a partir de la oposición de intereses y posturas entre actores. En similar dirección, son distintas las percepciones sobre sus causas, consecuencias y –por ende– sobre sus posibles soluciones

## Perspectivas teóricas

### Posmaterialismo
El posmaterialismo es una perspectiva sociológica que plantea que una vez alcanzado cierto grado de realización material (en términos de seguridad económica, alimentaria), las personas ponen más énfasis en objetivos inmateriales tales como la autoexpresión, la autonomía, la libertad de expresión, la igualdad de género y el ambientalismo. El término fue acuñado por el politólogo estadounidense Ronald Inglehart en su libro de 1977 La revolución silenciosa. El posmaterialismo ha recibido varias críticas, entre ellas, la inconsistencia de sus datos y la imposibilidad de explicar el surgimiento de movimientos ambientales en América Latina y países del Tercer Mundo.

### Ecología política y economía ecológica
La ecología política surge como respuesta a la visión del posmaterialismo. Joan Martínez Alier y Ramachandra Guha son sus principales exponentes. Critican la perspectiva según la cual el ambientalismo es un problema de ricos (según la visión de Inglehart). Además de centrarse en los conflictos ambientales de América Latina, también estudian fenómenos como el racismo ambiental. Para la ecología política, los conflictos ambientales son conflictos ecológicos-distributivos, un término que proviene de la economía ecológica. La economía ecológica busca entender la relación entre el crecimiento económico y el ambiente. Para Martínez Alier, la distribución ecológica es la desigualdad o las asimetrías entre quienes consumen los recursos y quienes deben soportar la contaminación producto de ese consumo.

## Clasificaciones

### Tipología del metabolismo social
La ecología política propone entender a la economía desde el punto de vista del metabolismo social. Esto quiere decir que la economía es concebida como un ecosistema donde ingresan materiales y energía y del que salen residuos. Desde esta perspectiva, los conflictos ecológicos-distributivos pueden analizarse según su ubicación en los distintos puntos de la cadena de valor. La tipología propuesta por Joan Martínez Alier clasifica los conflictos de la siguiente forma:
- Conflictos en la extracción de materiales y energía: son todos aquellos conflictos vinculados a la extracción primaria de un recurso, por ejemplo, los conflictos mineros, por la extracción de petróleo, la degradación y erosión de las tierras, la deforestación y la plantación de bosques implantados, la biopiratería.
- Conflictos sobre el transporte: son todos aquellos conflictos relacionados con el transporte de materiales y energía, por ejemplo los derrames de petróleo sobre hidrovías, ampliación de puertos y aeropuertos, construcción de nuevas autopistas, etc.
- Conflictos sobre los residuos y la contaminación: por ejemplo, los conflictos por pesticidas, residuos de energía nuclear, desechos en las aguas, exportación de residuos, contaminación transfronteriza, etc.

### Clasificación de Moore
Christopher Moore propuso en un artículo de 1989 la siguiente clasificación de los conflictos ambientales:
- Conflictos por información: se producen por la ausencia de información necesaria para la toma de decisión, es decir, cuando las personas están mal informadas o cuando está en discusión la relevancia de los datos con que se cuenta o su interpretación.
- Conflictos por relaciones: causados por modelos de relación entre instituciones o individuos, cuando hay desconfianza, falta de credibilidad o duda sobre la integridad de los actores. Generalmente son los responsables del conflicto o los agravantes factores externos a los grupos involucrados.
- Conflictos por intereses: originados por la discusión de intereses realmente divergentes o que han sido interpretados como tales.
- Conflictos por problemas estructurales: cuando existen límites físicos, institucionales o formales para dar una resolución a las demandas.
- Conflictos por divergencia de valores o de enfoque:  surgen por la existencia de valores o sistemas de creencias diferentes. Estos solo surgen cuando los diferentes valores no son tenidos en cuenta o cuando se presentan con exigencias de exclusividad.

## Distribución de los conflictos ambientales
De acuerdo con el Atlas de Justicia Ambiental, hasta junio de 2024 se han registrado un total de 4099 conflictos socioambientales en el mundo. De ellos, el 75% tiene lugar en países en vías de desarrollo.
Si bien los investigadores han aclarado que los datos del Atlas de Justicia Ambiental no representan la magnitud completa del problema, ya que existen países con numerosas disputas de las que no tienen constancia o acceso a la información, los países que albergan el mayor número de conflictos son Estados Unidos (10% de los casos), la India (9,6%), México (7,1%), China (6,2) y Brasil (5,2%).
En cuanto a la naturaleza de los conflictos, un 19% está provocado por combustibles fósiles y generación de energía, otro 19% por extracción de minerales y el 13% por la agroindustria, la pesca y la explotación de bosques.
La distribución de los conflictos identificados por región es:
| Región                    | N.º de conflictos identificados |
| ------------------------- | ------------------------------- |
| África Austral            | 152                             |
| África Central            | 51                              |
| África del Norte          | 68                              |
| África Occidental         | 179                             |
| África Oriental           | 82                              |
| Océano Índico Occidental  | 22                              |
| América del Norte         | 348                             |
| América del Sur           | 749                             |
| Mesoamérica               | 332                             |
| El Caribe                 | 33                              |
| Asia Central              | 20                              |
| Asia del sur              | 478                             |
| Noreste Asiático          | 240                             |
| Magreb                    | 63                              |
| Península Arábiga         | 13                              |
| Sudeste Asiático          | 396                             |
| Europa Central            | 272                             |
| Europa Occidental         | 446                             |
| Europa Oriental           | 90                              |
| Australia y Nueva Zelanda | 25                              |
| Islas del Pacífico Sur    | 16                              |
| Ártico                    | 4                               |